# Berkeley County, South Carolina
Berkeley County är ett administrativt område i delstaten South Carolina, USA. År 2010 hade countyt  177 843 invånare. Den administrativa huvudorten (county seat) är Moncks Corner.
Delar av Joint Base Charleston ligger i countyt.

## Geografi
Enligt United States Census Bureau har countyt en total area på 3 181 km². 2 844 km² av den arean är land och 337 km² är vatten.

### Angränsande countyn
- Georgetown County, South Carolina - nordöst
- Williamsburg County, South Carolina - nordöst
- Charleston County, South Carolina - syd
- Dorchester County, South Carolina - väst
- Orangeburg County, South Carolina - nordväst
- Clarendon County, South Carolina - nordväst

### Orter
- Bonneau
- Charleston (huvudsakligen i Charleston County)
- Goose Creek
- Hanahan
- Jamestown
- Moncks Corner (huvudort)
- North Charleston (delvis i Dorchester County och Charleston County)
- St. Stephen
- Summerville (delvis i Dorchester County och Charleston County)